# مايك فرازير
مايك فرازير (بالإنجليزية: Mike Fraser)‏ هو حكم اتحاد الرغبي ‏ نيوزلندي، ولد في 4 نوفمبر 1980 في نيو بلايموث في نيوزيلندا.